# Diaye Coura
Diaye Coura est une commune malienne, située dans le pays de la Kinguis, de l'arrondissement de Gavinané, dans le cercle de Nioro et la région de Nioro du Sahel.

## Villages
La commune s'étend sur neuf localités relevées lors du recensement général de 2009. 
Les villages les plus peuplés sont :
- Diaye Coura (5 884 habitants) ;
- Diaye Tougoune (2 667 habitants) ;
- Siringo (1 514 habitants).